# Meiling Li
 (mai 2024).

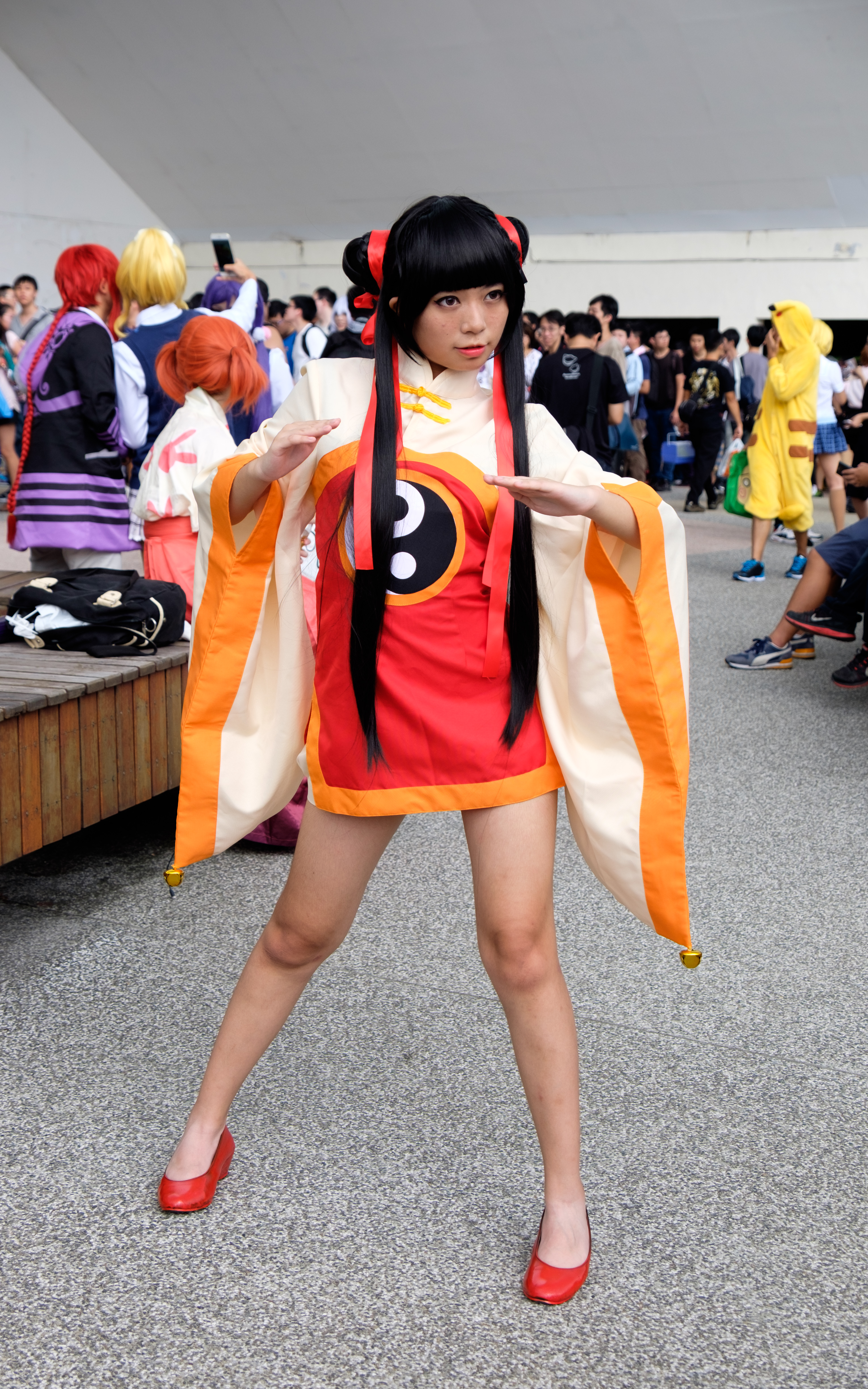
Cosplay de Meiling Li

Meiling Li (李 苺鈴: Lǐ Méilíng, Stéphanie en français) est un personnage de l'anime Cardcaptor Sakura.

## Rôle dans l'anime
Meiling est la cousine et la fiancée de Shaolan Li. Elle vient de Hong-Kong tout comme lui.
Meiling apparait pour la première fois à la fin de l'épisode 19 et sera un personnage récurrent jusqu'à l'épisode 43 ou sa mère lui demandera de revenir à Hong-Kong. Elle reviendra le temps d'un épisode (épisode 60) et restera en relation avec les différents autres personnages (elle entretiendra notamment une correspondance avec la meilleure amie de Sakura Kinomoto, Tomoyo Daidouji). On la voit aussi dans les deux films Cardcaptor Sakura.

## Caractère
Elle est égocentrique et sûre d'elle, obstinée et déterminée, et très colérique. Elle apparait comme une petite peste dans les premiers épisodes mais finalement ne rêve que de briller auprès de son amour Shaolan. Malheureusement pour elle, les sentiments de Shaolan ne sont pas réciproques, et il n'apprécie pas du tout la manière avec laquelle elle se jette à son cou et son autorité.
Contrairement à Shaolan et la plupart de sa famille, Meiling n'a aucun pouvoir magique. Durant la recherche des cartes de Clow, bien qu'elle donne parfois l'impression d'un boulet pour Shaolan (celui-ci la protégeant souvent), elle arrive à se rendre utile à plusieurs occasions. Grâce à sa connaissance des arts martiaux et sa complicité avec Shaolan, elle arrive à tenir tête à la carte Fight (et permet de la fatiguer pour Sakura) et à battre en duo avec son cousin la carte Twin. Elle a aussi parfois de brillantes idées pour capturer certaines cartes.

## Histoire et relation avec Sakura
Meiling arrive à Tomoeda afin d'aider Shaolan, arrivé quelques épisodes plus tôt, à récupérer les cartes de Clow. Sa première rencontre avec Sakura est très mouvementée : Alors qu'elle est invitée par Shaolan pour se changer après être tombée dans l'eau, Wei Li (la personne s'occupant de Shaolan) lui donne un T-shirt offert par Meiling.
Lorsque Meiling voit ça, elle pique une crise de jalousie et jette Sakura et Tomoyo dehors.
Dans l'épisode suivant, elle apprend que Sakura est la chasseuse de carte, ce qui sonne le début d'une rivalité entre elles.
Leur relation évolue un peu à la fin de l'épisode 28, elle donnera un cadeau à Sakura pour la remercier de l'avoir aidé elle et Shaolan. Lors de l'épisode 35, Sakura lui demande un conseil sur ce qu'elle pourrait offrir à Yukito Tsukishiro pour Noël, et par la suite, elles se considèreront comme amies.
Elle doit s'en aller à la fin de l'épisode 43, et elle passera sa dernière nuit à Tomoeda chez Sakura ou elle lui racontera le début de sa relation avec Shaolan.
Elle reviendra au 60e épisode après avoir appris que Shaolan voulait lui parler, celui-ci lui avouera qu'il est tombé amoureux de Sakura. Bien que très triste, elle encouragera Shaolan à déclarer sa flamme à Sakura, puis organisera dans le second film son retour pour que Sakura puisse lui répondre.
Elle entretient aussi une relation compliquée avec Kero, le traitant de peluche. Sa relation avec Tomoyo est par contre cordiale, elle admet par exemple qu'elle est bonne chanteuse. Ce sera sa confidente lorsque Shaolan aura rompu avec elle.